# Lavau (Aube)
Lavau település Franciaországban, Aube megyében. Lakosainak száma 971 fő (2022. január 1.). Lavau La Chapelle-Saint-Luc, Creney-près-Troyes, Pont-Sainte-Marie, Sainte-Maure, Troyes és Vailly községekkel határos.

## Népesség
A település népessége az elmúlt években az alábbi módon változott:
| Lakosok száma | 313  | 574  | 485  | 734  | 968  | 989  | 943  | 910  | 896  | 971  |
|               | 1968 | 1982 | 1990 | 2006 | 2013 | 2015 | 2017 | 2019 | 2020 | 2022 |